# شهرستان راکوونیک
ناحیهٔ راکوونیک (به لاتین: Rakovník District) یک ناحیه در جمهوری چک است که در منطقه بوهمی مرکزی واقع شده‌است. ناحیهٔ راکوونیک ۸۹۶٫۳ کیلومتر مربع مساحت و ۵۲٬۷۰۳ نفر جمعیت دارد.